# Saltsjöbadens distrikt
Saltsjöbadens distrikt är ett distrikt i Nacka kommun och Stockholms län. 
Distriktet ligger omkring Saltsjöbaden. 

## Tidigare administrativ tillhörighet
Distriktet inrättades 2016 och utgörs av området som Saltsjöbadens köping omfattade till 1971 och som före 1909 utgjorde en del av Nacka socken.
Området motsvarar den omfattning Saltsjöbadens församling hade 1999/2000 efter utbrytning 1913 ur att Nacka församling.